# تاریخ ایالات متحده (۱۹۶۴-۱۹۸۰)
تاریخ ایالات متحده (انگلیسی: History of the United States) در محدودهٔ سال‌های ۱۹۶۴ تا ۱۹۸۰ میلادی، شامل ترقی و در نهایت پیروزی جنبش حقوق مدنی سیاهپوستان، تشدید و پایان جنگ ویتنام، موج دوم فمینیسم که نشانگر شورش یک نسل با آزادی‌های جنسی و مصرف مواد مخدر بود، ادامهٔ جنگ سرد همراه با رقابت فضایی برای رساندن اولین انسان به کرهٔ ماه، دوران کامیابی اقتصادی و پس از آن، بحران اقتصادی سال‌های ۱۹۶۹ تا ۱۹۷۰ و در نهایت بحران نفتی سال ۱۹۷۳ در ایالات متحده می‌باشد. جامعهٔ آمریکا، به دلیل جنگ پوچ و عاری از فایده ویتنام که تظاهرات ضد جنگ و تهاجم را به همراه داشت و همچنین جریانات مرتبط با رسوایی واترگیت که نمایانگر فساد و سو رفتارهای شدید در بالاترین سطوح دولت گردید، تبدیل به جامعه‌ای دو قطبی شد. از سال ۱۹۸۰ و به دنبال گروگان‌گیری در سفارت ایالات متحده آمریکا در ایران و شکست عملیات نجات و آزادسازی، مشهور به عملیات طبس توسط نیروهای مسلح ایالات متحده، احساسی، حاکی از ناراحتی ملی در آمریکا افزایش یافت. این دوره با پیروزی رئیس‌جمهور محافظه‌کار و جمهوری‌خواه، رونالد ریگان و گشایش عصر ریگان بسته شد.

## نگارخانه

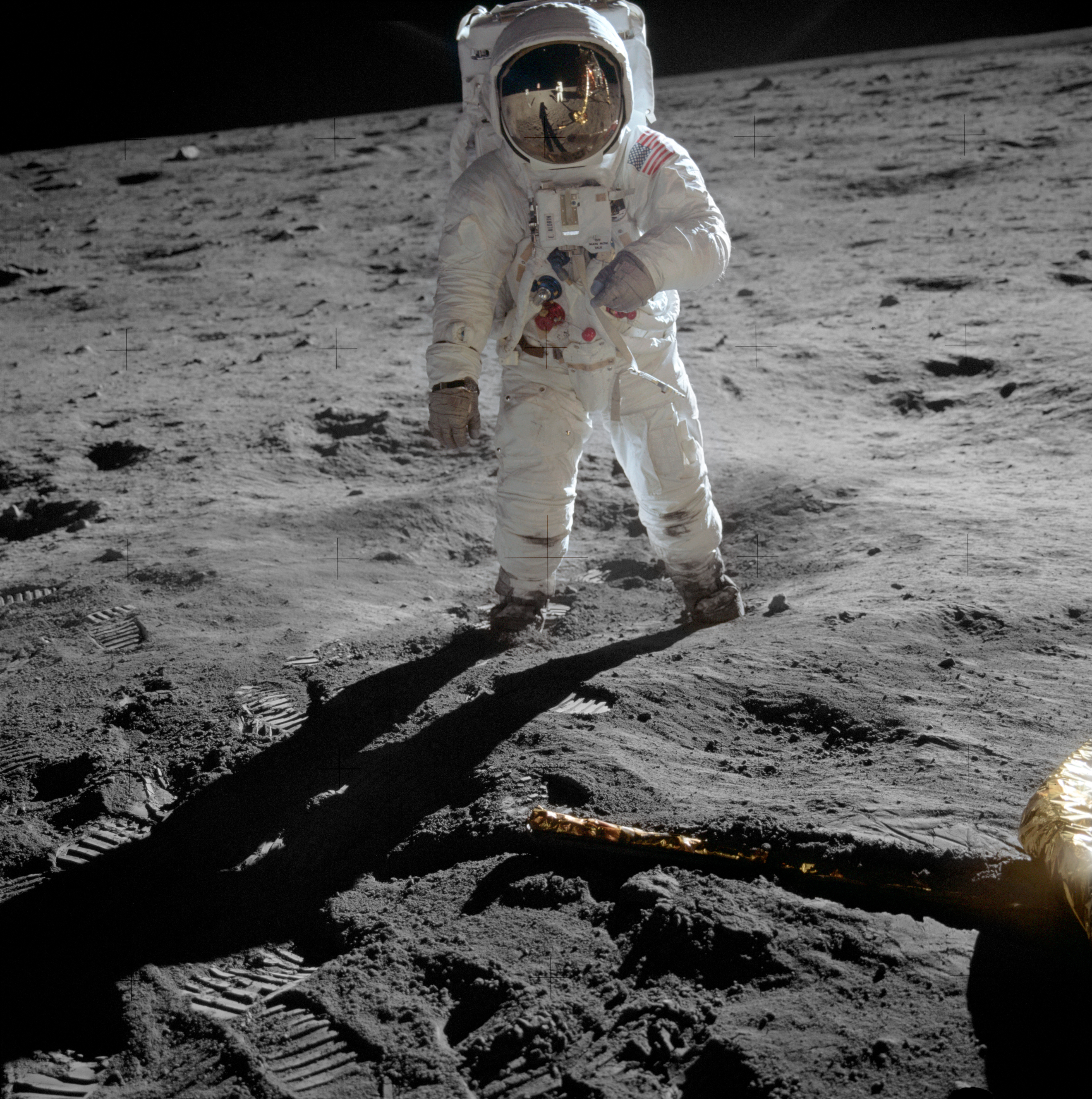
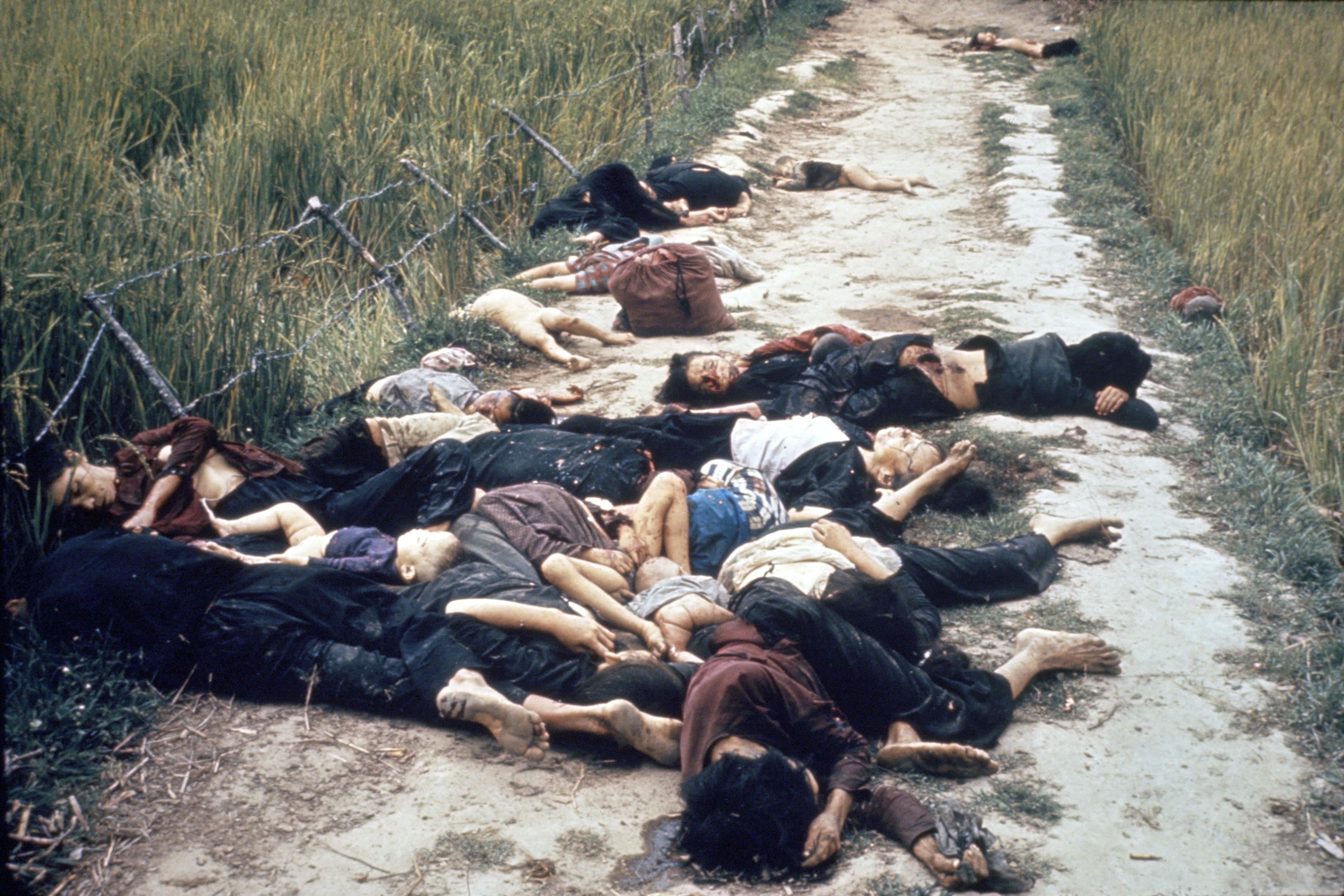
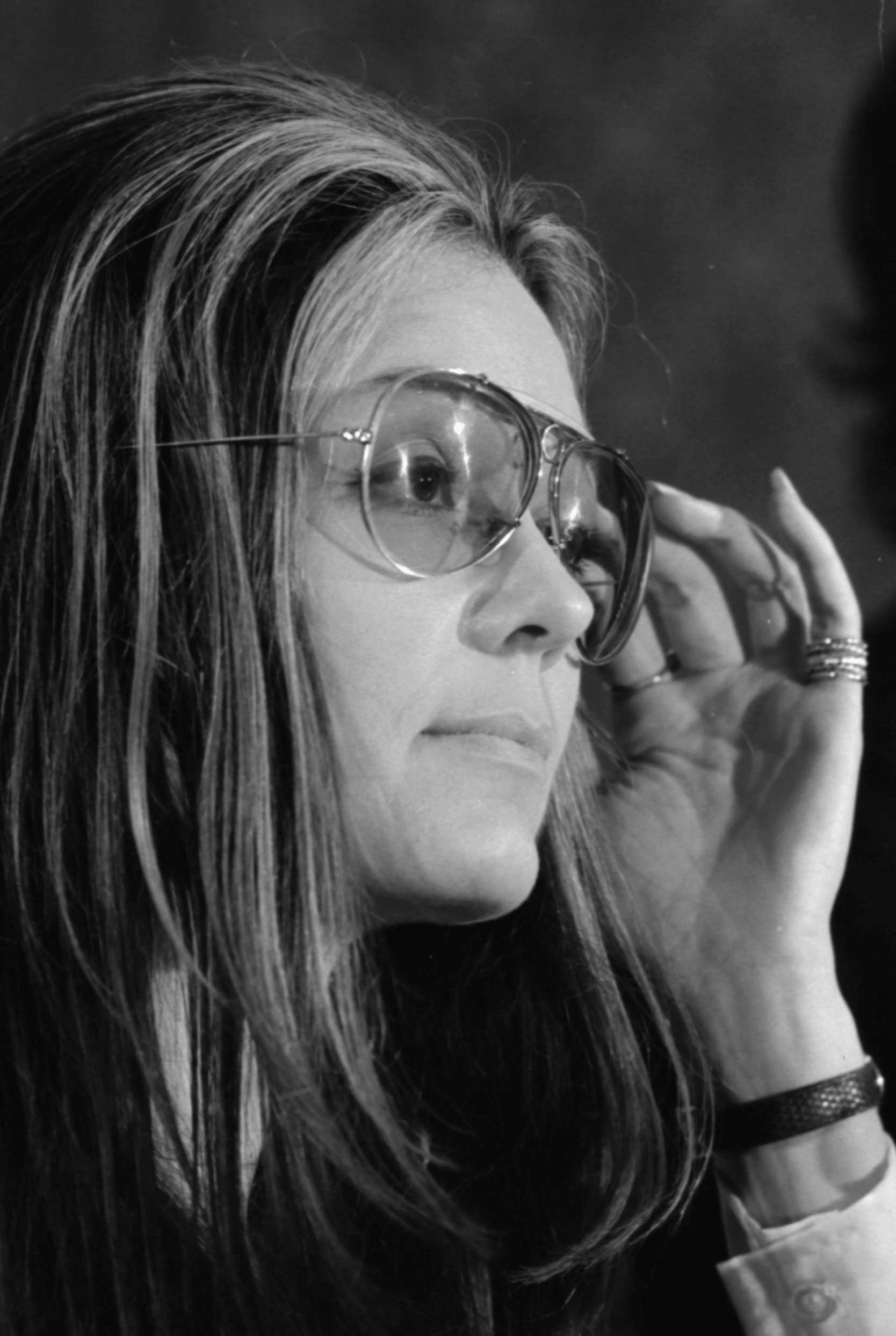
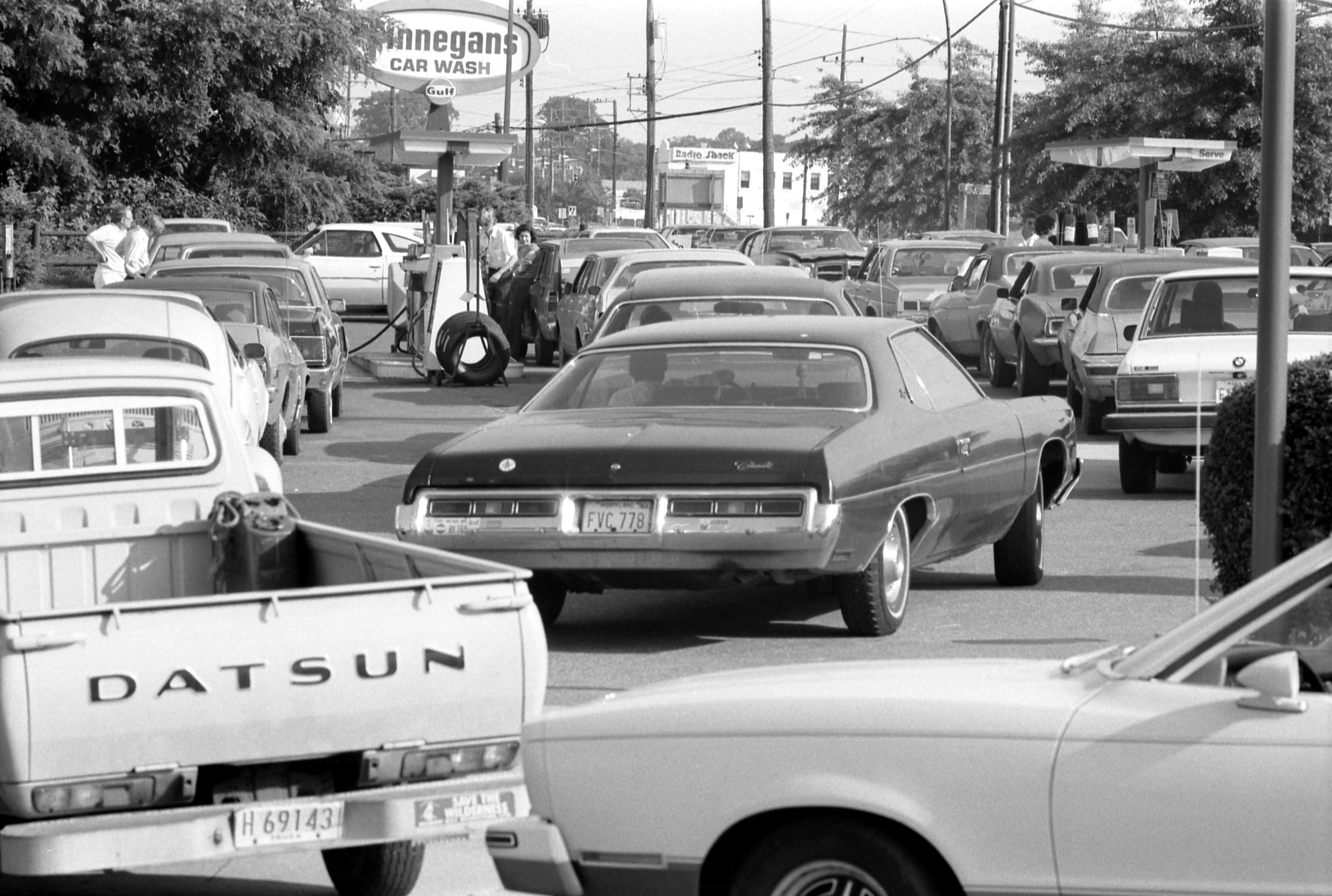
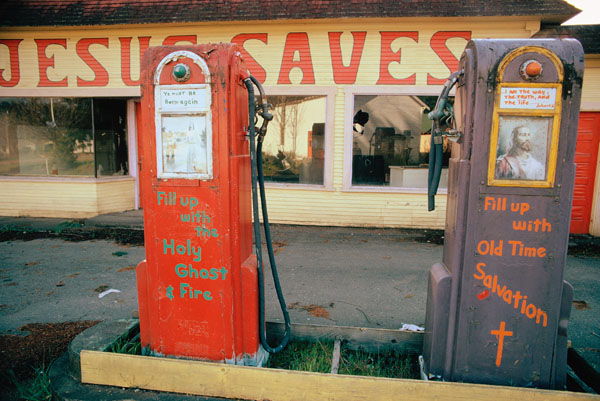
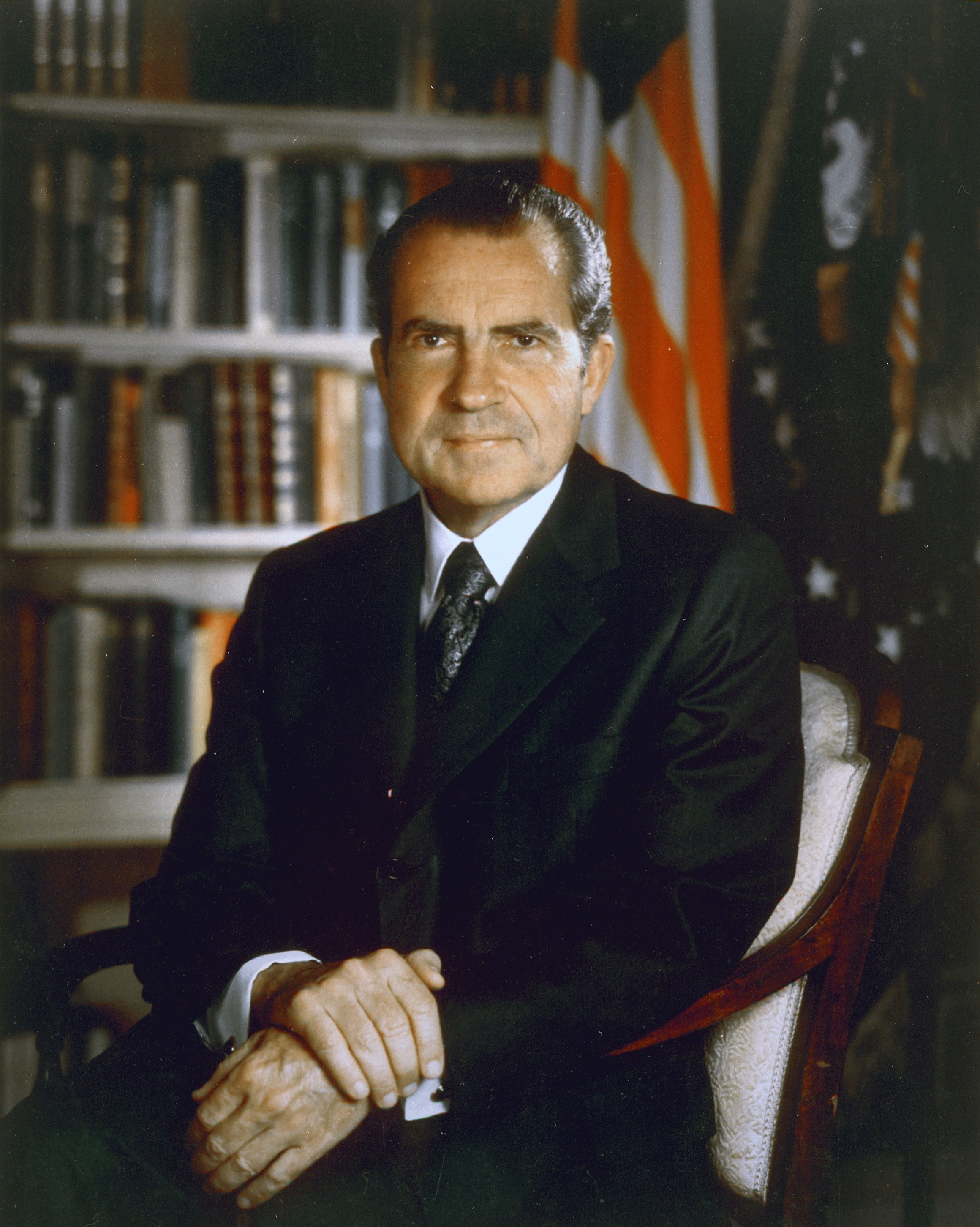
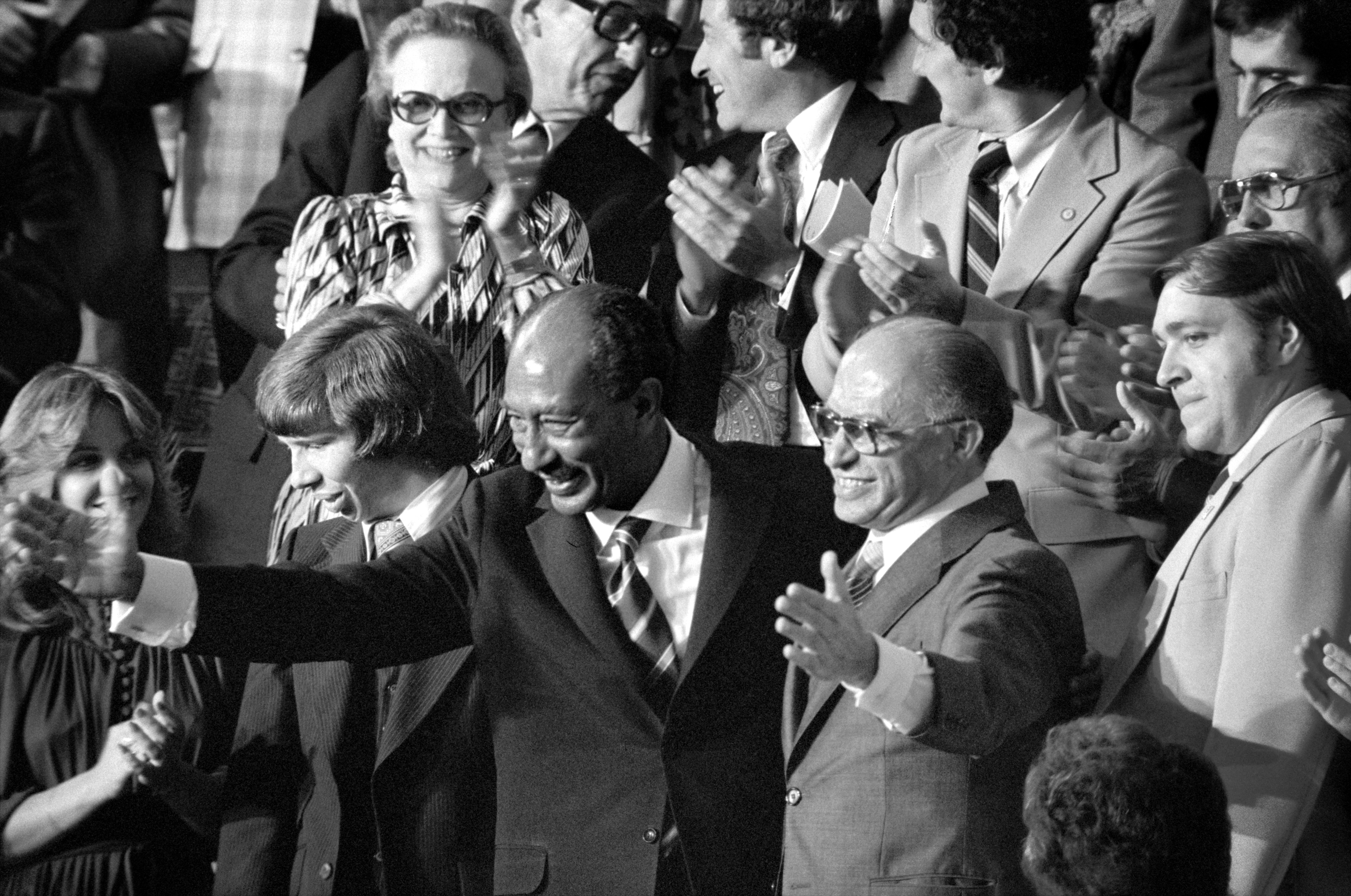
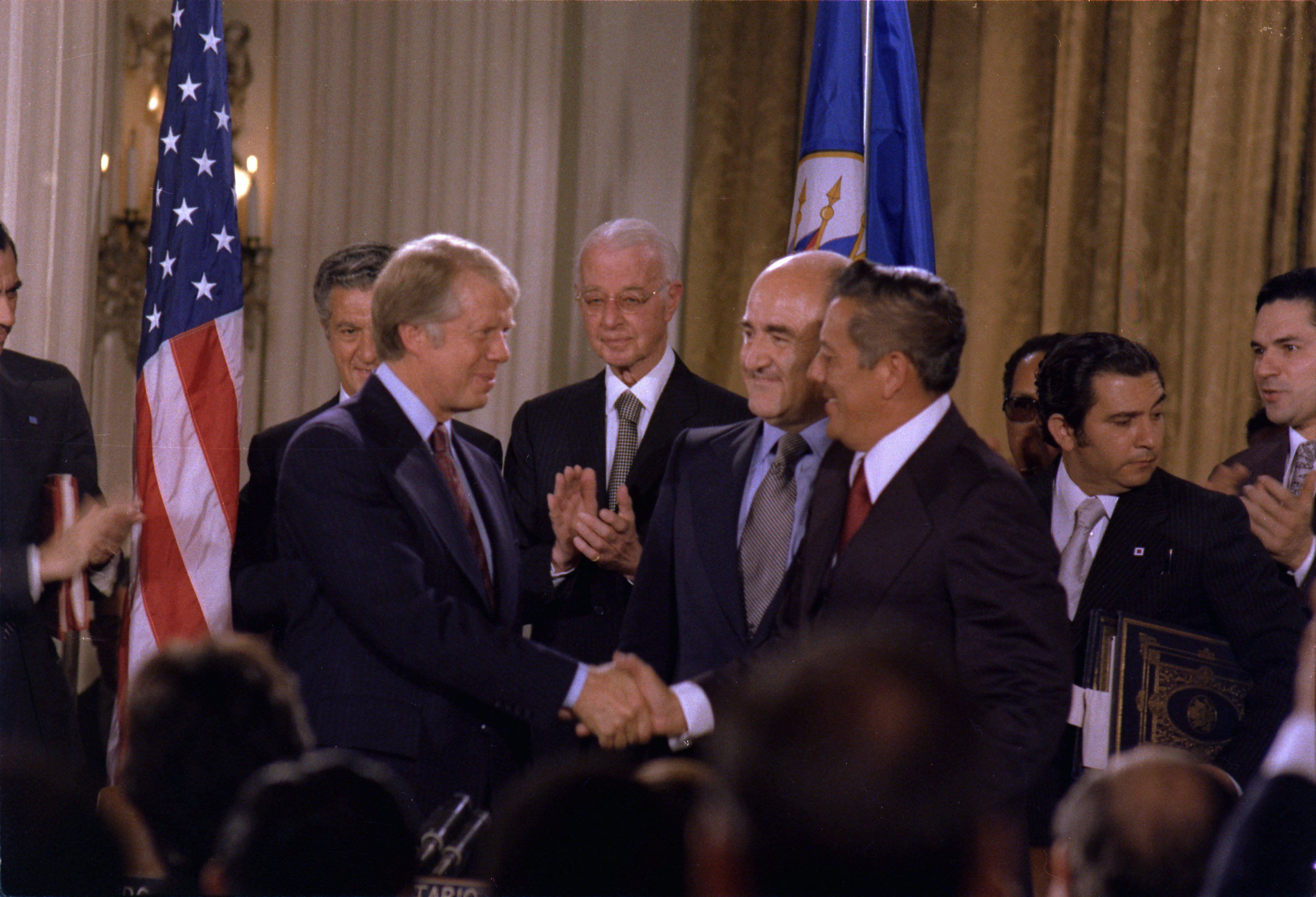